# Mugnano di Napoli
Mugnano di Napoli, anche abbreviato in Mugnano (in passato, Mugnano di [a] Capodimonte, Mugnano 'e Napule in napoletano) è un comune italiano di 35 258 abitanti della città metropolitana di Napoli in Campania. È annoverato tra gli antichi casali del Regno di Napoli. 

## Geografia fisica

### Territorio
Mugnano di Napoli occupa il settore nord-occidentale della periferia napoletana denominato agro giuglianese o sub-flegreo incluso tra il versante meridionale della pianura campana e le falde settentrionali della collina dei Camaldoli.
L'altitudine è compresa tra le quote 101 e 146 m s.l.m. degradando progressivamente lungo la direttrice nord-sud. In direzione est-ovest l'area è pressoché pianeggiante con un dislivello di pochi metri.
La continua cementificazione del territorio ha reso Mugnano uno dei primi comuni della provincia con la maggiore superficie occupata da edifici.

### Geologia
La successione geologica s'inquadra nello schema generale della cintura metropolitana con depositi vulcanici che hanno origine dai Campi Flegrei e, parzialmente, dal sistema Monte Somma-Vesuvio.
La stratigrafia evidenzia materiali piroclasti quali pozzolana humificata, tufo giallo, generalmente compatto, breccia, elementi di lava, xenolite e cinerite relativa alle eruzioni vesuviane e a quelle flegree degli Astroni. Concludono la sequenza, livelli di cenere, pomice granulare policroma, lapillo e sabbia.
L'orografia risulta favorevole in quanto svolge la funzione di spartiacque dell'assetto idrografico camaldolese. Quest'ultimo appare caratterizzato da ripidi corsi d'acqua i cui ammassi di fango o lave s'immettevano nel locale torrente percorrendo a nord la pianura sino alla confluenza nel fiume Clanio.
La millenaria erosione delle acque torrentizie nei banchi di tufo ha generato solchi detti cupe e i cavòni, profondi valloni tra pareti a picco e costituiscono una nota dominante del territorio campano.
A causa delle continue inondazioni documentate sin dal XVII secolo, che apportavano ingenti danni a terreni e fattorie, con la dinastia reale dei Borbone venne realizzato un alveo artificiale detto Il Lagno, grande innovazione per l'epoca, che attraversa Mugnano di Napoli ad ovest per una lunghezza di circa 1,5 km sfociando in mare tra Licola e Varcaturo:
Nonostante numerosi progetti di riqualificazione e recupero presentati, questo tratto è stato parzialmente coperto con interventi della Regione Campania.

### Clima
È presente il clima mediterraneo che risente fortemente degli influssi tropicali. Le estati sono lunghe e calde mentre gli inverni sono brevi, relativamente miti, ma con intense precipitazioni tra ottobre e febbraio a causa dell'aria umida proveniente dal Mar Tirreno.
La classificazione climatica di Thornthwaite è la seguente: C2 B'3sb'4 (clima da umido a subumido, terzo mesotermico con moderato deficit estivo). 
Nell'area in oggetto, il numero di giorni piovosi è, in media, di 87 l'anno, mentre la pioggia totale annua è di 855 mm. 
I valori pluviometrici medi scendono al di sotto dei 50 mm mensili, durante il periodo maggio-agosto, e possono risultare nulli, in alcuni anni, tra febbraio e ottobre.
Le temperature medie invernali sono di solito attorno ai 10 °C. Quelle estive sono di 26 °C con valori massimi di 30-32 °C. Un'eccezionale nevicata, la prima attestata, risale alla Domenica delle Palme del 1700 e si protrasse per quattro giorni. Nel corso della grande ondata di freddo e nevicata del febbraio 1956 e dell'ondata di freddo del gennaio 1985, sono state registrate temperature di −4,0/−4,4 °C. L'ondata di freddo del febbraio 2012 ha comportato fenomeni nevosi durati complessivamente cinque giorni. 
Le ultime grandi nevicate si sono avute nel febbraio 2018 con il Burian proveniente dall'Europa Orientale.

## Storia

### Preistoria
Le alture dei Camaldoli, residuo di un grande edificio vulcanico detto Archiflegreo, furono sedi idonee allo stanziamento umano sin da epoca remota analogamente ai limitrofi pianori. Questi luoghi erano immersi nell'estesa macchia mediterranea tra boschi, selve, cedui, fratte e canneti. La scelta di zone fertili ed il controllo d'importanti itinerari naturali consentirono una graduale evoluzione dalle connotazioni migratorie silvano-pastorali a quelle stanziali agresti.

### Età antica

#### Il periodo protostorico
Le più antiche tracce locali di frequentazione umana sono state confermate, nel 2008, dal rinvenimento in contrada Pizzo Senza Fegato di ceramica del Bronzo Antico precedente la grande eruzione vesuviana delle pomici di Avellino verificatasi nel II millennio a.C.. I reperti si inquadrano nella facies culturale di Palma Campania. Le attività di sussistenza erano basate prevalentemente sull'agricoltura e allevamento.
A poca distanza, la direttrice odierna via Antica di Chiaiano-via Bivio-Cupa Filanda ripercorre un antico tratturo, già percorso dal Neolitico, che metteva in collegamento l'area flegreo-napoletana e il circondario settentrionale.

#### Il periodo preromano
In epoca classica (V secolo a.C.) il territorio si collocava in posizione strategica tra l'ambiente costiero e collinare, interessato dalle colonie della Magna Grecia, e l'entroterra campano occupato da autoctoni Italici ed Etruschi, gravitando intorno a Cuma, Liternum, Puteoli, Neapolis, Velsu o Verxa (ipotizzata nei dintorni di Aversa) e Atella.
Il modello demografico che si propone vede una distribuzione di nuclei rurali sparsi, necropoli adiacenti e santuari campestri con una massiccia frequentazione dalla metà del IV secolo a.C.
Le sepolture, in prevalenza a inumazione, sono costituite da lastroni di tufo, tegoloni o semplici fosse terragne. I corredi funerari presentano, di norma, ceramica acroma di produzione locale e a vernice nera accanto alla più pregiata ceramica campana a figure rosse.
Di particolare interesse archeologico è una vasta area, oggetto di vincolo conservativo, compresa tra le contrade Napolano-Giordano, Torricelli, Fiore, Epitaffio e parte di Cannito Piccolo.
La prima scoperta archeologica documentata risale al 1829 presso contrada Monaco e consiste in alcune sepolture ascrivibili agli Italici Osco-Sanniti di inizi età ellenistica tra il IV secolo a.C. ed il III secolo a.C. All'interno furono rinvenuti vasellame e alcune monete di Napoli e della colonia romana di Suessa..
Al medesimo periodo risalgono i resti di un insediamento abitativo, unico esempio attestato in Campania, e una vasta necropoli composta da 70 sepolture, rinvenuti in contrada Paparelle dall'archeologo Davide Fabris nel 1998. Tali vestigia sono parzialmente inglobate nel piano-cantinato della Scuola Media Statale Illuminato-Cirino che costituisce il Museo Ipogeo in fase di completamento.

#### Il periodo romano
Durante la tarda repubblica romana (fine I secolo a.C.) l'area raggiunse la più alta densità demografica in seguito all'espansione della colonia marittima di Puteoli, con numerose ville rustico-residenziali e monumenti funerari collegati alla via Consolare Campana, garantendo uno sviluppo sociale ed economico sino alle invasioni barbariche del V secolo.
Questi edifici erano di proprietà di famiglie appartenenti alla classe dirigente cittadina, liberti di condizione agiata e collegi funerari.
Un mausoleo di epoca imperiale (I secolo d.C.) è utilizzato come cisterna nella Masseria Torricelli (fine XVI secolo) situato in via Antica di Chiaiano.
Un ipogeo di I-II secolo d.C. oggi scomparso e una villa rustico-residenziale di fine I secolo a.C.-III secolo d.C. sono stati rinvenuti, rispettivamente, in via Giacomo Brodolini e via Giuseppe Di Vittorio tra il 1970 ed il 1990.
Sepolture a coppi e tegoloni del medesimo periodo costituivano le deposizioni più modeste di braccianti e schiavi al servizio dei proprietari locali.
Resti della centuriazione della Campania antica Ager Campanus I-II, con assegnazione di terre a veterani di guerra, sono individuabili nelle odierne direttrici stradali: 
- via Santa Maria delle Grazie
- via Rolando Rossetti-via della Resistenza[35]-Cupa di Melito
- via Murelle-Bosco-via Roma-piazza Municipio[36]-via Armando Diaz-via Giacomo Brodolini
- via Guglielmo Oberdan-via San Lorenzo
- via Alveo Spinelli-Torricelli[37].

### Età medievale

#### La fondazione di Carpignano e Mugnano
Lungo l'alveo di Camaldoli sorse, intorno al V secolo, l'abitato rurale di Carpinianum, ritenuto la prima fondazione della cittadina, con la chiesa intitolata a San Giovanni Battista.
In seguito alle incursioni di Visigoti, Vandali, Eruli, Ostrogoti in Campania e, più tardi, di Longobardi nel tentativo di conquistare Napoli, Franchi e Saraceni gli abitanti di Carpignano si trasferirono gradualmente dalla parte opposta dell'alveo i cui argini, probabilmente elevati, consentivano un riparo adeguato.
Di conseguenza, nacque Munianum che corrisponde all'attuale centro storico. Un atto notarile risalente all'anno 955 menziona in loco Muniani alcuni terreni e una piscina (serbatoio d'acqua). Da un documento del 959 si viene a conoscenza dell'esatta posizione geografica, a settentrione della cappella di Santa Maria Assunta al Trivio nei possedimenti della Chiesa dei Santi Severino e Sossio.
Secondo l'ipotesi più attendibile, il toponimo deriverebbe dal verbo latino munìre="proteggere", in relazione ad un locus munitus posto ai limiti settentrionali del Ducato di Napoli. Documenti e cartografie antiche riportano le denominazioni Munianum, Mugnanum, Mungnanum, Mognano, Mongano e Moiano.
Nel corso del XIII secolo, Federico II di Svevia riconobbe a Mugnano la fisionomia giuridica di Universitas Civium demaniale che mantenne rapporti specifici e privilegi con Napoli.

### Età moderna
Tra fine XVII secolo e inizio XVIII troviamo la definizione: 
Nel 1789 Mugnano fu sede di un importante Circolo di «Studi di Antichità» nel Palazzo Dentice, cui vi prendeva parte il Marchese Michele Arditi, Soprintendente agli Scavi del Regno Borbonico e Direttore Generale del Museo Archeologico Nazionale di Napoli.
Il casale in passato era mèta delle migliori famiglie nobili napoletane, alcune delle quali vi si stabilirono.
Storia documentata è che a Mugnano nacquero molti esponenti della casata Capece Minutolo, tra questi anche il primo ''Principe di Canosa'' Fabrizio Capece Minutolo (29 giugno 1684).
Un figlio adottivo (come risulta da documenti del Tribunale di Napoli) di quest'ultimo, ovvero Fabrizio Riccardo Memola Capece Minutolo, fu Sindaco di Mugnano per ben due mandati elettorali: dal 21 febbraio 1885 al 25 maggio 1888, in seguito dal 1º ottobre 1900 all'8 ottobre del 1909 e ciò risulta anche dall'elenco dei sindaci che hanno amministrato la città.
Nel 1806 furono emanate le Leggi eversive della feudalità che decretarono la fine di tutti i privilegi feudali nel Regno di Napoli e l'inizio dell'Amministrazione comunale.

### Simboli
Mugnano di Napoli ha, come propri simboli distintivi, lo stemma e il gonfalone concessi con D.P.R. dell'11 novembre 1974.

#### Stemma
Il vecchio stemma raffigurava un mugnaio con un asino intento a girare una macina da mulino. I documenti anteriori alla proclamazione del Regno d'Italia recano il timbro con lo stemma del Regno delle Due Sicilie adottato il 2 agosto 1802.
Lo stemma attuale è estratto dall'Archivio di Stato di Napoli ed è conforme al sigillo esistente nel fondo Voci di Vettovaglie in Terra di Lavoro (XVIII secolo): 

## Monumenti e luoghi d'interesse

### Architetture religiose

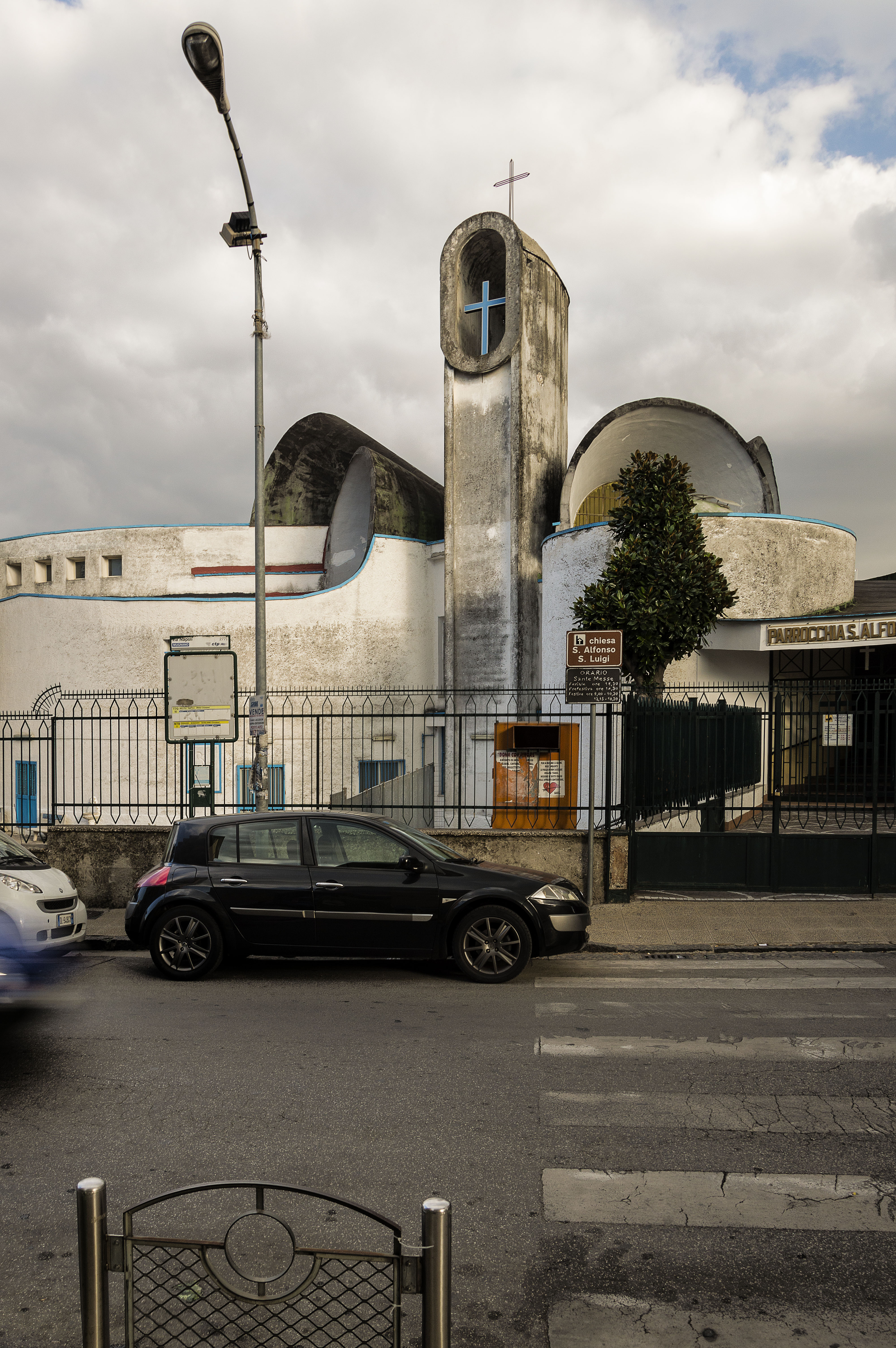
Chiesa di San Alfonso e San Luigi

- Chiesa di San Giovanni Battista a Carpignano (V secolo). Fu il primo fulcro intorno al quale sorse il villaggio di Carpignano. Restaurata nel 1656 e nel 2004.
- Chiesa di Santa Maria Assunta al Trivio (X secolo)
- Cappella di S. Maria di Campo D'Isola (VIII-XIII secolo)
- Chiesa di San Biagio Vescovo e Martire (XI-XVI secolo). Tra le altre cose, conserva una Madonna del Rosario del celebre pittore cilentano Paolo De Matteis.
- Cappella San Lorenzo Martire (XVIII secolo). Costruita nel 1708 come cappella gentilizia della famiglia Flauto.
- Chiesa e Ritiro della Beata Vergine del Carmine (XIX secolo). Fu inaugurato nel 1861.
- Chiesa e Convento del Sacro Cuore di Gesù (XIX secolo)
- Chiesa dei SS. Alfonso e Luigi (XX secolo), costruita riprendendo la forma di una nave simbolicamente in rotta verso il cielo.
- Chiesa del Beato Nunzio Sulprizio (XXI secolo)

### Architetture civili

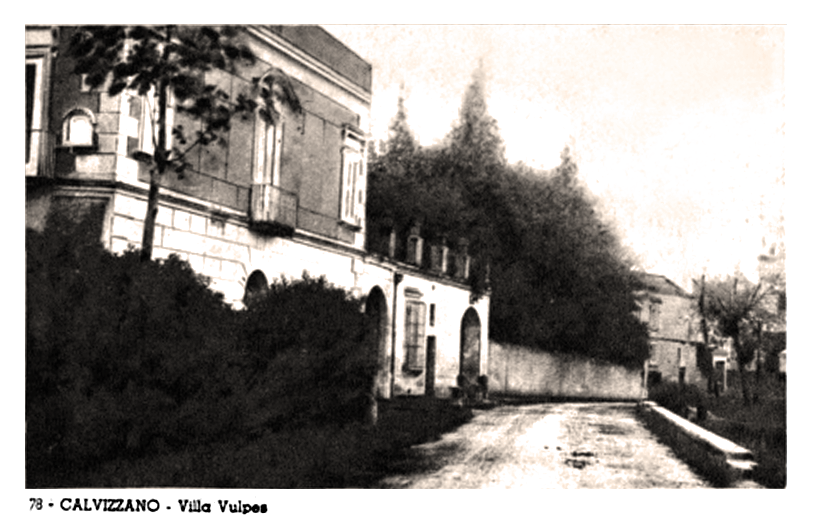
Villa Vulpes intorno al 1920

- Palazzo Capece-Minutolo (fine XVI secolo). Fu abbattuto insieme all'attigua cappella di sant'Aniello. Su quello stesso suolo sorge l'edificio scolastico Sequino.
- Palazzo Brancaccio (XVII secolo)
- Palazzo Filomarino (XVII secolo)
- Palazzo Capecelatro-Chianese (XVII secolo)
- Palazzo Dentice-De Magistris (XVII secolo)
- Palazzo Zurlo-Capasso (XVIII secolo)
- Palazzo Flauto (XVIII secolo)
- Villa Venusio (fine XVIII secolo), costruita dalla famiglia Capece Minutolo.
- Palazzo Capasso (XIX secolo)
- Villa Vulpes (XVIII secolo), con impianto neoclassico, all'interno è presente una cappella dedicata a Sant’Anna.

### Aree archeologiche
- Reperti di epoca protostorica (II millennio a.C.) in contrada Pizzo Senza Fegato
- Insediamento abitativo e necropoli di epoca preromana (IV-III secolo a.C.) in contrada Paparelle
- Mausoleo di epoca romana (I secolo d.C.) in contrada Torricelli
- Villa rustico-residenziale di epoca romana (fine I secolo a.C.-III secolo d.C.)
- Villa rustica di epoca romana (I secolo a.C.-IV-V secolo d.C.) in contrada Pizzo Senza Fegato
- Antiche Masserie, testimonianze della civiltà contadina

#### Mausoleo Torricelli
Lungo la "via Antica Chiaiano" è situato un sepolcreto cinerario a forma di torre, risalente al I secolo d.C. Attorno a questa torre romana, dal XVI secolo in poi, vennero costruiti diversi corpi di fabbrica, arrivando a formare una masseria fortificata denominata Masseria Torricelli. Accanto a questa masseria è ubicata una piccola cappella in stile gotico, chiamata Santa Maria di Campo d’Isola.

## Società

### Evoluzione demografica
Abitanti censiti

### Etnie e minoranze straniere
Al 31 dicembre 2022 la popolazione straniera era di 610 persone, pari all'1,79% della popolazione.

### Tradizioni e folclore

#### Festa del Sacro Cuore di Gesù
La festa del sacro cuore di Gesù consiste in dieci giorni di festeggiamenti con concerti bandistici e fuochi pirotecnici.

## Cultura

### Media
- Emittente televisiva Morgan TV.
- Emittente radiofonica Radio Azzurra Napoli Doc con studi presso la struttura della Morgan TV.

## Geografia antropica

### Contrade
Campo delle Mele, Cannito Grande, Cannito Piccolo, Caracciolillo, Caracciolo-Aiello, Epitaffio, Fiore, Fruscio, Monaco, Murelle-Bosco, Napolano, Paparelle, Pastena, Pizzo Senza Fegato, Pozzillo, Ramora, Romora, Rossa, S. Alfonso, S. Giovanni a Campo, S. Giovanni a Carpignano, Terracciano, Torricelli, Zì Peppe.

### Urbanistica
Nel comune vige il Piano Regolatore Generale approvato con deliberazione nel 1985 e divenuto esecutivo nel 1986. 
Negli ultimi decenni si è registrata una forte cementificazione del territorio. Secondo uno studio dell'ISPRA che ha redatto una classifica dei comuni più cementificati d'Italia, Mugnano si colloca al 19º posto in Italia tra i comuni con la maggiore superficie occupata da edifici.

## Economia
Lungo la SP1 circumvallazione esterna, sono sorte nel corso del tempo numerose attività commerciali e produttive di vario genere. Nel 1992 venne aperto un centro commerciale con una superficie coperta di circa 19 mila mq.
Le coltivazioni agricole locali, caratterizzate in passato da una produzione cereagricolo-vinicola unitamente a quelle più rinomate della canapa del lino e del tabacco, sono tipiche di un ambiente asciutto o supportato da adeguata irrigazione.
Sono presenti appezzamenti prevalentemente frutticoli, seguite da rare superfici seminative o incolte, nei quali troviamo la Melannurca campana e la Ciliegia (varietà Arecca, Bigarreau, Del monte, Durone I-II-III, Ferrovia, Giorgia, Lapins, Maggiaiola e Malizia) seguite dal pesco, albicocco, susino, nespolo, gelso, noce, nocciolo, mandorlo e cachi.
La vite, assente nel censimento del 1991, è quasi sempre associata al frutteto, normalmente maritata ad essenze quali il pioppo retaggio di antichissimi metodi in uso nella Pianura Campana.
È, inoltre, riscontrata la varietà detta a cornicelli, un tempo molto diffusa, ma che, oggigiorno, risulta difficilmente reperibile.
Il comune promuove il mercato ittico lungo un'area di 40.000 metri quadri, mentre, negli anni Sessanta-Settanta, era rinomato l'artigianato delle calzature. Sopravvive la lavorazione del ferro e del vetro.

## Infrastrutture e trasporti
Alcune autolinee esercite da ANM ed Eav attraversano il territorio di Mugnano.
Il trasporto pubblico a Mugnano non ha collegamenti diretti con Napoli centro, ma solo con la sua periferia. La stazione più vicina per raggiungere il capoluogo campano è la fermata di Chiaiano della linea 1.
La stazione metropolitana Mugnano, appartenente alla Linea Napoli-Giugliano-Aversa (detta anche linea Arcobaleno), viene gestita dall'EAV. Essa è stata inaugurata il 16 luglio 2005 e il colore che la contraddistingue è il viola.

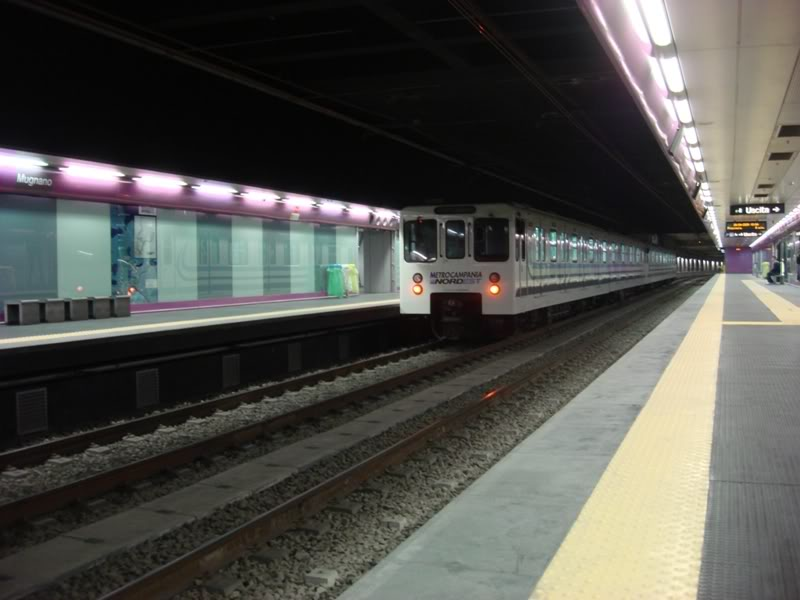
Stazione metropolitana di Mugnano

Sino al 1976, in via Napoli era in funzione la stazione facoltativa della ferrovia Alifana che collegava Piazza Carlo III a Napoli con Alife. Esisteva anche la stazione di Mugnano-Calvizzano situata in via Raffaele Granata al confine con Calvizzano.
Linea tranviaria
Fra il 1902 e il 1960 la città era collegata col capoluogo di regione mediante un'apposita diramazione delle tranvie di Capodimonte attraverso la linea 62. 
Progetti intercomunali
Era in via di progettazione nel corso degli anni 2000 una metropolitana leggera, denominata MicroMetrò, il cui percorso si sarebbe dovuto sviluppare da Villaricca, passando per Mugnano, Calvizzano, Marano e terminando alla fermata di Piscinola della Linea 1 della metropolitana di Napoli. Tuttavia, i fondi già stanziati per il MicroMetrò furono spostati per terminare il prolungamento della Linea 1.
Tra il 2022 e il 2023 è stato approvato dalla Città Metropolitana di Napoli il nuovo Piano Urbano della Mobilità Sostenibile, che prevede la progettazione di un collegamento, con bus o tramvia a sede riservata, detto Gronda Ovest, che dalla stazione di Chiaiano della Linea 1 potrebbe passare per i comuni di Mugnano, Marano, Calvizzano, Villaricca, Qualiano e Giugliano, fino alla stazione di Licola della Circumflegrea.
Il 28 gennaio 2025 è stato presentato il piano del Comune e della Città Metropolitana di Napoli per il potenziamento del trasporto rapido di massa, e tra i progetti presentati da far finanziare al Ministero dei Trasporti è stato riproposto il progetto "Gronda Ovest" come monorotaia sopraelevata che da Scampia segue il tragitto della Circumvallazione Esterna di Napoli e collega direttamente Mugnano di Napoli, Villaricca, Giugliano in Campania e Qualiano e indirettamente Melito di Napoli, Marano di Napoli e Calvizzano.
Strade
A seguito della forte urbanizzazione, la circumvallazione esterna di Napoli non svolge più il suo ruolo di strada a scorrimento veloce, ma funge da strada locale.

## Amministrazione

### Elezione diretta del sindaco (dal 1993)
| Periodo          | Periodo          | Primo cittadino     | Partito | Carica                   | Note                        |
| ---------------- | ---------------- | ------------------- | ------- | ------------------------ | --------------------------- |
| 24 aprile 1995   | 9 settembre 1996 | Maurizio Maturo     | PdS     | Sindaco                  | [ 70 ]                      |
| 9 settembre 1996 | 12 maggio 1997   | Vincenzo De Vivo    | -       | Commissario prefettizio  | [ 70 ]                      |
| 12 maggio 1997   | 10 gennaio 2000  | Maurizio Maturo     | PdS     | Sindaco                  | [ 70 ]                      |
| 10 gennaio 2000  | 1º maggio 2000   | Eugenia Valente     | -       | Commissario prefettizio  | [ 70 ]                      |
| 1º maggio 2000   | 17 agosto 2000   | Francesco Chianese  | DS      | Sindaco                  | Deceduto in carica          |
| 17 agosto 2000   | 28 maggio 2001   | Daniele Palumbo     | DL      | Sindaco facente funzioni | [ 70 ]                      |
| 29 maggio 2001   | 9 marzo 2004     | Daniele Palumbo     | DL      | Sindaco                  | [ 70 ]                      |
| 9 marzo 2004     | 5 aprile 2005    | Mariagrazia D'Ascia | -       | Commissario prefettizio  | [ 70 ]                      |
| 5 aprile 2005    | 13 aprile 2010   | Daniele Palumbo     | PD      | Sindaco                  | [ 70 ]                      |
| 13 aprile 2010   | 24 aprile 2014   | Giovanni Porcelli   | PD      | Sindaco                  | [ 70 ]                      |
| 24 aprile 2014   | 15 giugno 2015   | Claudio Vaccaro     | -       | Commissario prefettizio  | [ 70 ]                      |
| 15 giugno 2015   | In carica        | Luigi Sarnataro     | PD      | Sindaco                  | Eletto per due consiliature |

## Sport
L'impianto calcistico locale è lo Stadio Alberto Vallefuoco.
Nel Comune aveva sede la società Neapolis, non più attiva. Il Naples 1926 C5 è invece una società di calcio a 5 che milita nel campionato regionale di Serie C1.
Nel 2013, per la prima volta nella sua storia, la società di tennistavolo Stet Mugnano disputa la Serie A.